# 穆莘·阿尔兰里
穆莘·阿尔兰里（阿拉伯语：‎；1967年3月7日－）作家、诗人、翻译家和学者，以阿拉伯语和西班牙语写作。 1967年出生于伊拉克。自1995年居住在西班牙。哲学和文学博士，专攻于西班牙语语言文学。 2003年马德里自治大学，论文题目：在堂吉诃德中的伊斯兰文化印记。翻译了西班牙语几部经典至阿拉伯语。发表作品：来世纪的礼物（短篇小说）1995。搜索活着的心（剧场）1997。远离底格里斯河的纸（短篇小说）1998，散乱碎屑（小说）1999年，获得阿肯色州奖（美国）2002年英文版本。快乐之夜的轰炸（叙事）2003。我们都是鳏夫的答案（诗）2005。日期的手指（小说）2008（布克）2010年阿拉伯小说奖入围作品。文化杂志 ALWAH的编者。现为马德里圣路易斯大学教授。

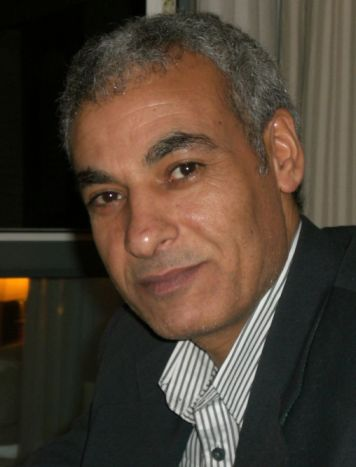
穆莘·阿尔兰里